# Intel·ligència emocional
Actualment, hi ha un gran nombre de definicions sobre el concepte d'intel·ligència emocional. A continuació es mencionen les dues més acceptades dins del món de la psicologia.
- Daniel Goleman (1995): La intel·ligència emocional és la capacitat de reconèixer els nostres propis sentiments i els dels altres, de motivar-nos i de manejar correctament les nostres relacions.[1]
- Mayer i Salovey (1997): La intel·ligència emocional és l'habilitat per percebre emocions, accedir i generar emocions que facilitin el pensament; obtenir coneixement emocional, comprendre emocions i regular les quals promoguin tant el creixement emocional com l'intel·lectual.[2]

El concepte intel·ligència emocional sorgeix el 1990, amb l’article anomenat Emotional Intelligence de Salovey i Mayer. Tot i que, l'article anteriorment mencionat va passar totalment desapercebut en el moment de la seva publicació.
Finalment, el 1995, Daniel Golemann va publicar en el seu llibre Emotional Intelligence el concepte, que va significar una difusió sense precedents.
Han sigut moltes les eines de mesura desenvolupades per a la mesura de la intel·ligència emocional. Això no obstant, qualsevol instrument ha d’assumir una sèrie de criteris psicomètrics validats. Actualment, les dues principals mesures que s'utilitzen són: Els tests d’execució i les mesures d’autoinforme.
La intel·ligència emocional està agafant un paper important en la nostra societat. S'ha relacionat amb diferents àmbits com en el del rendiment escolar, el QI i la felicitat. Especialment, s'ha estudiat fins a quin punt una elevada intel·ligència emocional afecta a aquests aspectes.

## Origen del concepte
Els orígens de la intel·ligència emocional comencen quan Thorndike el 1920 utilitza el terme intel·ligència social per descriure l’habilitat de comprendre i motivar a les altres persones.
Va ser, doncs, el 1940 quan Wechsler explicà la importància de conèixer i de saber manejar les emocions. El 1983, Howard Gardner dintre de la teoria de les intel·ligències múltiples va expressar en el seu llibre: Frames of Mind: The Theory of Multiple Intelligences, la idea d’incloure tant la intel·ligència interpersonal (capacitat per comprendre les intencions, motivacions i desitjos de les altres persones) com la intel·ligència intrapersonal (capacitat per comprendre’s a un mateix, i apreciar els sentiments, temors i motivacions pròpies).
No va ser fins al 1990, que va sorgir amb Salovey i Mayer, el concepte d’intel·ligència emocional amb un article anomenat Emotional Intelligence. Aquest article va passar totalment desapercebut en el moment de la seva publicació.
Finalment, el 1995, 5 anys més tard Daniel Goleman va publicar: Emotional Intelligence que va significar una difusió sense precedents.

## Components de la intel·ligència emocional

### Model de Daniel Goleman
1. Conèixer les propies emocions: Segons Goleman aquesta és la clau de la intel·ligència emocional. Consisteix a reconèixer un sentiment en el moment que apareix.[5][6]
2. Manejar les emocions: Consisteix a manejar els propis sentiments amb la finalitat de ser expressats de forma apropiada, és a dir, ser conscient de les pròpies emocions i saber suavitzar les expressions d'ira, fúria i irritabilitat.
3. Motivar-se a un mateix: Una emoció que tendeix a impulsar-nos cap a una acció. Per això emoció i motivació estan íntimament relacionats.
4. Reconèixer les emocions dels altres: Paper rellevant de la empatia, que es basa en el coneixement de les pròpies emocions i la dels altres.
5. Establir relacions: És l’habilitat de manejar les emocions dels altres.

A més, Golemann distingeix dos tipus d'intel·ligència emocional:

#### La intel·ligència personal (intrapersonal)
Aquesta intel·ligència és determinada per la manera en què ens relacionem amb nosaltres mateixos. Veiem que està composta per 3 components:
- Consciència d’un mateix: És la capacitat de reconèixer i entendre les capacitats d’un mateix, és a dir, les fortaleses, debilitats, estats d’ànim, emocions i impulsos. També va relacionat en saber com aquests factors afecten sobre els altres i sobre un mateix.

- Autoregulació o control de si mateix: És l’habilitat de controlar les nostres pròpies emocions i impulsos per a responsabilitzar-se dels propis actes, adequar-nos a un objectiu, pensar abans d’actuar i evitar els prejudicis.
- Automotivació: És l’habilitat de romandre en un estat de recerca i persistència constants en la consecució dels objectius.

#### La intel·ligència interpersonal
Composta per uns altres components, els quals determinen la manera en com ens relacionem amb les persones del nostre voltant.
- Empatia: És l’habilitat per entendre les necessitats, els sentiments i els problemes dels altres, esdevé la capacitat de posicionar-se en el seu lloc i poder respondre correctament a les seves reaccions emocionals.

- Habilitats socials: És el talent present en el control de les relacions amb els altres, és a dir, la capacitat de persuadir i influenciar als altres.

### Model de Mayer i Salovey
1. La percepció emocional: Habilitat per a identificar i reconèixer tant els propis sentiments com els de la gent del voltant.[8]
2. La facilitació o assimilació emocional: Habilitat per atribuir importància als sentiments al raonar o cerca de solucions a un problema determinat.
3. La comprensió emocional: Habilitat per desglossar l'ampli i complex repertori dels senyals emocionals, etiquetar les emocions i reconèixer en quines categories s'agrupen els sentiments.
4. La regulació emocional: Esdevé l’habilitat més complexa. Capacitat per estar obert als sentiments tant positius com negatius i reflexionar sobre els mateixos per descartar o aprofitar la informació que els acompanya en funció de la seva utilitat.

### Model de Petrides i Furnham
És possible realitzar una distinció entre aquells models d'Intel·ligència Emocional basats en les habilitats emocionals bàsiques (Mayer i Salovey, 1997), i aquells models basats en trets amb una aproximació més àmplia i comprensiva del concepte (Petrides i Furnham, 2000). Des d'aquest últim marc, la Intel·ligència Emocional es comprèn com una constel·lació de disposicions comportamentals i autopercepcions que fan referència a les capacitats pròpies per reconèixer, processar i utilitzar la informació amb una certa càrrega emocional.
Petrides i Furnham afirmen que una de les facetes més importants de la intel·ligència emocional és que en els grups més vulnerables com són els adolescents amb problemes o amb un baix QI, la intel·ligència emocional pot actuar com a moderador dels efectes de les habilitats cognitives i el rendiment acadèmic.

## Mesures i avaluació de la Intel·ligència emocional
Han sigut moltes les eines de mesura desenvolupades. Això no obstant, qualsevol instrument ha d’assumir una sèrie de criteris psicomètrics validats. Tres són els apropaments que més s'han utilitzat en l'avaluació de la intel·ligència emocional: Els instruments d’autoinforme i els tests d’execució:			

### Tests d’execució
Major complexitat. Major inversió de recursos i temps.
No obstant com a conclusió de diferents estudis assenyalen que els autoinformes donen lloc a l'error, distorsió...(Day i Carrol, 2008; González, Peñalver i Bresó, 2011).

### Mesures d’autoinforme
Van ser les primeres eines desenvolupades per avaluar les habilitats de la IE i actualment segueixen sent àmpliament utilitzades, entre altres coses per la seva fàcil administració, la rapidesa per obtenir unes puntuacions i, a més, és una de les formes més efectives per indagar en els aspectes emocionals i afectius de l'ésser humà.
En la majoria d’aquestes mesures als alumnes se'ls hi pregunta pel seu grau d’acord o desacord amb certes frases referents a les seves capacitats per percebre, entendre, comprendre, regular i manejar les seves pròpies emocions. La seva resposta proporciona un índex denominat IE percivida .
Autoinformes: Major facilitat per a la seva utilització. Menor inversió de recursos i temps.

#### Article d'autoinforme  (self-report)
Avaluació de l'atenció pel seu propi informe - L'inventari de Kentucky de les habilitats d'atenció plena
Autoinforme per a l'avaluació de les habilitats d'atenció plena, es va desenvolupar per tal d'examinar les característiques psicomètriques pròpies i les relacions amb altres construccions.
Els participants van incloure tres mostres d'estudiants universitaris i una mostra de pacients ambulatoris amb trastorn límit de la personalitat. S'especifiquen quatre habilitats d'atenció plena: observar, descriure, actuant amb consciència, i acceptar sense jutjar. Els resultats van mostrar una bona consistència interna, una fiabilitat prova-reprova i un factor d'estructura clara.
Els resultats suggereixen que les habilitats d'atenció plena estan diferencialment relacionades amb aspectes de la personalitat i la salut mental, incloent-hi la neurosi, símptomes psicològics, la intel·ligència emocional, l'alexitímia, l'evitació experiencial, la dissociació i l'absorció.

## Fisiologia
La intel·ligència emocional en l’àmbit de la fisiologia pateix de carència en evidències empíriques. Sobre les emocions, però, sí que hi ha un nombre major d’investigacions científiques.
El contingut fisiològic relacionat amb la intel·ligència emocional cal destacar el següent:
- La intel·ligència emocional en relació amb el volum regional de substància grisa (temporal) i la disposició del pensament crític:
Els individus amb una millor disposició del pensament crític obtenen la capacitat de reconèixer i regular les pròpies emocions.
El present estudi va utilitzar la morfometria basada en vòxel (VBM) per investigar les estructures neurals subjacents a disposició pensament crític.
Observaren que el volum de substància grisa regional (rGMV) en el pol temporal bilateral, que reflecteix la capacitat d'un individu per a processar la informació social i emocional, es va correlacionar negativament amb la disposició del pensament crític.
Una anàlisi més detallada va revelar que la intel·ligència emocional modera la relació entre rGMV del pol temporal i la disposició de pensament crític.
Evidenciant que les persones amb una major intel·ligència emocional exhibeixen un processament més eficaç i automàtic de la informació emocional i tendeixen a ser forts pensadors crítics.
- La correlació entre la intel·ligència emocional i el volum de substància grisa:
Estudi en el qual s'examinen els correlats neurals de la IE, mesurats mitjançant l'autoinforme de l'Escala d'Intel·ligència Emocional Schutte (SSREIS)- escala desenvolupada amb base en el model de l'IE de Salovey i Mayer (1990), escala adoptada per estimar la IE. Mentrestant, la morfometria d'imatges per ressonància magnètica (MRI) i basada en vòxel (VBM) es van utilitzar per a avaluar el volum de substància grisa (GMV)
S'obté una correlació positiva entre el monitor d'emocions i mesuraments VBM en l'ínsula i l'escorça orbito frontal.
A més, la utilització d'emocions es va correlacionar positivament amb la GMV en la circumvolució de l'hipocamp, però es va correlacionar negativament amb els mesuraments VBM en el gir fusiforme i gir temporal mitjà.
Per tant, la IE esdevé centrada principalment en les capacitats de les persones per valorar i expressar les emocions; podent ser regulades i utilitzades per a la resolució de problemes.

## Aplicacions de la intel·ligència emocional

### La IE i el rendiment escolar
La Universitat de Màlaga realitzà un estudi en dos instituts de la capital a estudiants de 3r i 4t de l'ESO en el qual es demostrà que la intel·ligència emocional és un bon predictor de l'equilibri emocional.
Aquest estudi no es va realitzar per establir una relació directa entre la intel·ligència emocional i l’èxit acadèmic, sinó per analitzar l'efecte mediador que una bona salut mental exerceix sobre el rendiment escolar dels estudiants. Aquests alumnes van realitzar durant un trimestre una sèrie de mesures emocionals i cognitives, mentre que es recollien les seves notes acadèmiques. Els resultats van mostrar que alts nivells de gestió emocional provocaven un millor benestar psicològic i emocional en adolescents. És a dir, posseïen una menor simptomatologia ansiosa i depressiva i una menor tendència a tenir pensaments intrusius.
Com a conclusió, s'observà que certs components no acadèmics incideixen en el rendiment escolar de l’alumne.
Cal destacar també, que hi ha nombrosos projectes actuals, que promouen l’aplicació de l'educació emocional.
El projecte escolta’m desenvolupat per Antoni Giner i Carme Saumell, és un projecte que pretén ajudar els nens a fer la transició d’escola primària a secundària de manera fluida. Els aporta suport i intenta establir relacions entre els alumnes i el professorat amb l’objectiu de promoure una estabilitat emocional per tal d'aconseguir que la transició no trastoqui al noi/a.
S'hi estableix una certa preocupació en aquest canvi, ja que en l'etapa de l’adolescència es promou la baixa estabilitat emocional.
Els principals objectius que mostra el projecte són:
- Aprofitar els treballs teòrics en l'àmbit de les perspectives participatives, i desenvolupar una modificació en el punt de vista respecte a les tasques tutorials per millorar les accions que s'hi duen a terme.
- Implementar als centres educatius una acció tutorial amb un format més íntim i acollidor, per tal d'ajudar a crear vincles afectius, positius i resilients entre tutor i alumne.
- Planificar temps i espais de conversa en petits grups per dur a terme tutories personalitzades.
- Oferir un treball reflexiu en profunditat sobre la pràctica tutorial amb els tutors des de la mateixa comunitat educativa.

Per tant, el projecte escolta’m aporta les eines i ajuda a dirigir l'educació dels nens en aquest procés de canvi.
Per a fer això, utilitzen dues tècniques principals: la resiliència i el coaching educatiu.
La resiliència permet que una persona, encara que estigui en situacions adverses, desenvolupi estratègies per sortir-se'n airosament, i saber com afrontar-les. La resiliència es dona per factors de protecció.
El coaching educatiu és un procés d’entrenament personalitzat i confidencial mitjançant el qual es donen una sèrie d’eines per a cobrir el buit existent en una persona. Aquest ajuda al desenvolupament personal elevant la consciència, generant responsabilitat i construint autoconfiança. És una activitat que genera noves possibilitats per a l’acció i permet resultats extraordinaris.

### La IE i la felicitat
D'ençà que va sortir el concepte d’Intel·ligència emocional, multitud d’investigadors han realitzat el vincle entre les habilitats emocionals sobre el benestar individual i la felicitat subjectiva.
Definim que una persona feliç és aquella amb moltes experiències positives i poques negatives, i que se sent globalment satisfeta amb la seva vida.
En l’article La Inteligencia Emocional y el estudio de la felicidad de Pablo Fernandez-Berrocal, veiem que es realitzan una sèrie d’experiments relacionats amb aquest tema per tal de mesurar la relació que creiem que hi ha entre la Intel·ligència emocional i la felicitat. La conclusió a la que s'arriba, s'obté a partir de l'estudi amb adolescent i joves adults. Aquests experiments són evaluats amb proves d’auto-informe o amb el MSCEIT. S'acaba arribant a la conclusió que hi ha una evidència empírica que mostra els beneficis de tenir una alta intel·ligència emocional en el benestar psicològic dels adolescents.

### La IE i el QI
Un dels errors principals al parlar d'Intel·ligència emocional relacionat amb el quocient intel·lectual és afirmar que la IE és més important que el QI en l'àmbit de l'èxit acadèmic. Sobre aquest error cal argumentar que la IE destaca sobre el QI en aquells dominis tous en els quals la rellevància de l'intel·lecte per a l'èxit és relativament menor. És a dir, en els àmbits on es destaca l'autoregulació emocional i l'empatia, és més desiciu que les competències cognitives.
Posem un exemple diferent en el qual destaca el QI sobre el IE. En el món empresarial i professional, aquest àmbit ens proporciona una visió més complexa. Se'ns presenta una situació en què el QI és un excel·lent predictor de la capacitat d'afrontar els reptes cognitius que són necessaris per al treball empresarial. Però el valor predictiu del QI no és útil a l'hora de determinar qui acabarà adquirint la posició de lideratge, aquest fenomen és anomenat efecte pis. Per a mantenir el lloc, entra en joc la IE, en els nivells més elevats, la taxa d'habilitats relacionades amb la IE que presenten els models del nivell de lideratge competenc oscil·len entre el 80 i el 100%.
Com a conclusió, podem dir que en un inici cal un QI elevat, però al llarg del temps el que t'ajuda a mantenir l'adquisició de la posició laboral és la IE.